# Miracle d'un saint dominicain
Miracle d'un saint dominicain est une peinture à l'huile sur toile réalisée en 1763 par le peintre italien Francesco Guardi. Elle est conservée depuis 1931 dans la collection du Kunsthistorisches Museum de Vienne.

## Histoire et provenance
Le tableau a été réalisé pour la chapelle Saint-Dominique dans l'église Saint-Pierre-martyr, sur l'île de Murano, à Venise, où il se trouvait jusqu'en 1807 ; depuis 1825, il est conservé dans l'église San Giovanni Evangelista à Venise. Il fut ensuite acquis par Daniele Polacco, à Venise, puis par le comte Andrássy, à Budapest. En 1931, il fut acquis par le Kunsthistorisches Museum de Vienne, avec l'aide des amis du musée, où il se trouve depuis lors.

## Description
Le tableau représente l'un des miracles attribués à un saint dominicain, ici, peut-être Gundisalvus d'Amarante ou Hyacinthe de Pologne (1183/1185–1257), lorsqu'il réussit à sauver de la noyade les moines qui étaient tombés d'un pont, qui s'était effondré lors de la crue du Dniepr. Utilisant un style presque impressionniste, qui semble influencé par Alessandro Magnasco, l'artiste représente les personnages et le paysage vide avec des coups de pinceau vigoureux. Comme dans sa veduta, Guardi s'en sort ici avec précision, créant une peinture hors du temps et de l'espace, où les personnages semblent avoir perdu leur chair et acquis une vibration légère. Le ciel et l'eau se rejoignent, et par cette union la toile transmet un sentiment d'infini.

## Source de traduction
- (en) Cet article est partiellement ou en totalité issu de l’article de Wikipédia en anglais intitulé « Miracle of a Dominican Saint » (voir la liste des auteurs).